# Animateur socioculturel
Un animateur socioculturel et socio-éducatif est un travailleur social dont le champ d'intervention est l'animation sociale, culturelle et éducative.

## Définition et champ de l'animation socioculturelle en France
De manière générale, l'animateur socioculturel a pour fonction la conception, l'organisation et le développement de projets éducatifs, pédagogiques, culturels, sociaux et de loisirs éducatifs pour et avec un collectif et ses individus. L'animation est un levier de transformation sociale utilisant des techniques issues de l'éducation populaire.

### Trois grandes catégories
Ces professionnels peuvent être répartis en trois grandes catégories hiérarchiques :
- les animateurs spécialistes d'un public, d'activités et de la vie quotidienne (ex : CQP animateur périscolaire ou BAPAAT/ CP JEPS) ;
- les animateurs socio-culturels et socio-éducatifs généralistes et de projets intervenant en autonomie complète, possédant à la fois des compétences d'encadrement éducatives, techniques, organisationnelles et de direction d'accueil collectif de mineurs (ex : BP JEPS Loisirs Tous Publics, animation sociale) ;
- les animateurs coordinateurs qui ont des fonctions d'encadrement, de coordination de plusieurs équipements et de gestion de structures (ex: DEJEPS DESJEPS).

Les lieux d'exercice de l'animation sont : maisons des jeunes, associations de quartier, foyers de jeunes travailleurs, les collectivités territoriales maison d'enfants à caractère sociale centres sociaux, maisons de retraite EHPAD, l'accueil périscolaire, l'Accueil Collectif de Mineurs (anciennement centre de vacances ou de loisirs), la rue directement (en réduction des risques par exemple )…
L'animateur est appelé le plus souvent à gérer et à animer des institutions, services, associations ou mouvements, où il assure donc un rôle de permanent, d'organisateur.
En outre, il doit susciter, promouvoir et veiller à l'organisation et à l'animation des projets dont il est référent (très diverses dans les domaines social, culturel, éducatif et politique à l'image de son public et de leurs besoins individuels).
Il pourra donc lui incomber d'assurer les rapports entre l'organisme qui l'emploie et son environnement (région, localité, quartier, groupements, divers); de concevoir des projets en réponse aux besoins exprimés par ces groupes ; d'éclairer leurs choix sur le plan technique sans toucher aux libertés offertes ; de favoriser les valeurs présentes dans le projet éducatif de l'employeur ; éventuellement, de faire appel à des intervenants extérieurs ; de diriger le personnel travaillant sous ses ordres, de coordonner des actions/projets ; d'assurer le fonctionnement matériel de son organisme (administration matériel, achats, tenue des comptes, subventions, etc.) ; de faire usage des médias et autres moyens, de donner une publicité aux activités.

## Formations

### En France

#### L'animation volontaire
Les intervenants sont quasi exclusivement titulaires du :
Le BAFA et le BASE pour les animateurs, et le BAFD pour les directeurs d'accueil collectifs de mineurs.
Les animateurs volontaires s'engagent, en dehors de leur activité principale (étude, travail…), pour participer ponctuellement à l'organisation de vacances pour jeunes. Les directeurs BAFD sont par contre, parfois permanent sur certains types de postes (fonction publique territoriale, maison de l'enfance, etc.) du fait de la reconnaissance et de la difficulté d'obtention du BAFD.
En 2005-2006 les organisations d'éducation populaire et l'état ont entamé une réflexion afin de poser un cadre juridique précis à cet engagement. Cette réflexion a abouti sur la loi relative au volontariat associatif et à l'engagement éducatif (publiée le 25 mai au Journal officiel).

#### L'animation professionnelle
Depuis 1960 l'animation socioculturelle se professionnalise.
En 1988 la convention collective nationale de l'animation socioculturelle est signée (Brochure no 3246). Depuis 1993 la fonction publique hospitalière reconnaît par décret la fonction d'animateur professionnel. En 1997, la filière animation a été créée dans la fonction publique territoriale. Depuis 2003 seules les personnes titulaires d'un diplôme professionnel peuvent diriger des accueils de loisirs accueillant pendant plus de quatre-vingts jours par an un effectif supérieur à quatre-vingts mineurs.
Ils possèdent des diplômes professionnels définis dans l'arrêté du 9 février 2007, article 1.
Contrairement au BAFA, BAFD et au BASE, les diplômes de l'animation professionnelle permettent d'ouvrir sur un métier. Actuellement il est possible de valider un diplôme professionnel par validation des acquis de l'expérience - VAE -
Il en existe plusieurs diplômes :
- Le CP JEPS et le BAPAAT (niveau 3) : Brevet d'aptitude professionnelle d'assistant animateur technicien. Il permet d'animer et d'encadrer des activités sportives et socioculturelles. On peut aussi trouver les animateurs non professionnels titulaires du BAFA ou du BAFD, qui interviendront de façon professionnelle dans le cadre d'un accueil de loisirs ou d'un accueil périscolaire.
- Le BEATEP (niveau 4) : Brevet d'État français d'animateur technicien de l'éducation populaire et de la jeunesse. Il permet surtout un perfectionnement et un approfondissement des connaissances pédagogiques des animateurs. Ce diplôme a été remplacé par le BPJEPS.
- Le BP JEPS (niveau 4) : Brevet Professionnel de la Jeunesse, de l'Éducation Populaire et des Sports (filière animation :Loisirs Tous  Publics). Il permet d'exercer les fonctions de directeur en accueil collectif de mineurs (ACM) et d'animateur professionnel généraliste en association (centre social, maison de l'enfance, MJC, etc.), collectivité territoriale ou entreprise.

Les spécialités et mentions du BP JEPS de l'animation socioculturel sont :
- Loisirs tous publics
- Animation culturelle
- Animation social

- Éducation à l’environnement
- Le DEDPAD : Diplôme d'État de Directeur de Projet d'Animation et de Développement. Il atteste d'une qualification professionnelle pour la direction de projets territoriaux dans le cadre de l'animation et du sport. Ce diplôme est en voie d'être remplacé par le DESJEPS.
- Le DESJEPS : Diplôme d'État Supérieur de la Jeunesse, de l'Éducation Populaire et des Sports (niveau II)
- Le DEFA : Diplôme d'État relatif aux Fonctions d'Animation. Il permet de former des cadres de l'animation. Ce diplôme a été remplacé par le DEJEPS.
- Le DEJEPS: Diplôme d'État de la Jeunesse, l'Éducation Populaire et du Sport (niveau III)
- La Licence professionnelle Intervention Sociale option Animation socioculturelle : Formation universitaire de niveau II permettant de former des cadres de l'animation.

- Le BUT Carrières Sociales option animation sociale et socioculturelle est un diplôme reconnaissant professionnellement le statut d'animateur, permet également d'accéder à des posts de coordinateur, directeur...

#### Les organismes de formation
Il en existe de nombreux qui répondent chacun à des valeurs éducatives différentes. Il est possible d'obtenir leur liste en la demandant à la Direction Départementale de la Jeunesse et des Sports. Il est conseillé au stagiaire de se renseigner sur le projet éducatif des différents organismes et sur ses méthodes pédagogiques avant d'effectuer son choix. Les organismes sont dans l'obligation de faciliter cette démarche.
Voici une liste de certains de ces organismes :
- AFOCAL : Association pour la Formation des Cadres de l'Animation et des Loisirs
- AROEVEN : Associations Régionales des Œuvres d'Éducation et de Vacances de l'Éducation Nationale
- CEMEA : Centre d'Entraînement aux Méthodes d'Éducation Active
- CREPS : Centre de ressources, d'expertise et de performance sportives
- Fédération nationale des Francas
- IFAC : Institut de Formation d'Animation et de Conseils
- IUT : Institut Universitaire de Technologie
- Fédération Léo-Lagrange
- UFCV : Union Française des Centres de Vacances et de loisirs
- FOL : Fédération des Œuvres Laïques (la Ligue de l'enseignement)
- Planète Sciences
- Familles Rurales
- Ligue de l'enseignement
- Maison Familiale Rurale
- MRJC : Mouvement Rural de Jeunesse Chrétienne
- SGDF : Scouts et Guides de France
- UCPA : Union des centres sportifs de plein air

### En Suisse
En Suisse il n'y a pas de différence fondamentale avec la France.
Les français et suisses francophones peuvent postuler dans les mêmes associations, dans les mêmes fonctions de l'animation socioculturelle.

### Au Québec
Il existe un programme qui se nomme « Animation et recherche culturelles ». Il est offert par l'université du Québec à Montréal (UQAM) depuis environ 30 ans. Les racines de ce programme, c'est-à-dire les deux programmes souches : animation culturelle et recherche culturelle, ont été créées il y a plus de 40 ans. Il s'agit d'un programme non contingenté.

## Historique

### En France
Les premiers animateurs socioculturels sont nés de la professionnalisation des militants de l'éducation populaire. L'animation tire ses racines de la France. C'est là que se sont créées les toutes premières formes d'animation. À l'époque, celle-ci était considérée comme le loisir-œuvre et était prise en charge par l'Église ou la municipalité. Elle avait pour but de proposer une aide aux gens de la classe ouvrière. C'est ainsi que sont nés les camps de vacances pendant la période industrielle. Peu après, on vit apparaître d'autres formes d'organismes culturels, tels les scouts et les éclaireurs.

### Au Québec
L'animation s'installa au Québec peu de temps après son apparition en France par ces organismes culturels. Toutefois, ce ne fut qu'au début des années 1970 que l'animation devint une préoccupation du gouvernement. Celui-ci mit en place le ministère de la culture et des loisirs afin de répondre aux nouveaux besoins de la population.
- Au Québec, dans les années 1970, des personnes militant dans des organisations populaires, des organisateurs et organisatrices communautaires réfléchissent ensemble et créeront le Collectif Québécois de Conscientisation.

## Approche philosophique de l'animation
La tradition de l"éducation populaire" est marquée par les revendications de la classe ouvrière, qui souhaite s'émanciper du contrôle social patronal, l'exemple le plus symbolique est le coron minier organisé par la compagnie minière, où toute l'organisation sociale est dépendante du travail à la mine.
"Habitants : prendre sa vie en main" valeur inscrite dans la tradition des centres sociaux nous renvoie :
- à l'empowerment[3]
- à l'école de Chicago, en particulier Saul Alinsky dont la devise était "Ne demande pas tes droits, prends-les !". Saul Alinsky était un community organizer (un organisateur de communauté). C'est lui au travers de son action qui va conceptualiser le travail politique sous la forme de l'animation de la revendication communautaire aux États-Unis.

Il va rassembler en 1971 ses concepts du travail communautaire dans son livre Rules for Radicals: A Pragmatic Primer for Realistic Radicals traduit en français sous le titre de manuel de l'animateur social publié par Maspéro en 1976.
La conscientisation de Paolo Freire: "Personne n'éduque autrui, personne ne s'éduque seul, les hommes s'éduquent ensemble par l'intermédiaire du monde." 
L'animateur n'est là que comme organisateur de la prise de conscience collective de sa propre émancipation. Son action est à la fois un combat politique et un effacement dans la prise de décision du collectif qui permet l'expression des habitants.
L'institutionnalisation de l'animation notamment en direction de publics spécifiques fait perdre de vue cette position éthique de l'animateur. Il peut rapidement, au travers de l'organisation du loisir, faire à la place, vouloir à la place de l'autre. Au mieux, il réduit l'usager à un consommateur ; au pire, à un objet de soins, en particulier quand il travaille avec des personnes vulnérables (handicapés, personnes âgées).